# Міські легенди про McDonald's
Навколо мережі закладів швидкого харчування McDonald's існує кілька міських легенд. Ці легенди включають претензії щодо їжі та звинувачення в дискримінації з боку компанії.

## Фінансування тероризму
Наприкінці 1980-х років у Сполученому Королівстві ходили чутки про те, що McDonald's таємно фінансує Тимчасову ІРА, яка була визнана терористичною організацією, через NORAID. Зрештою джерело цих чуток було знайдено в ток-шоу CNN, у якому компанію хвалили за її щедрість у забезпеченні фінансування співробітників через індивідуальні пенсійні рахунки (Individual Retirement Accounts, IRA), що співзвучно з вищезгаданою організацією.

## Незвичайні інгредієнти
Про великі компанії ходять чутки, що вони замінюють свої продукти незвичайними або неетичними речами, зазвичай, для зниження витрат. McDonald's не застрахований від таких претензій.

### Кондитерські чизбургери

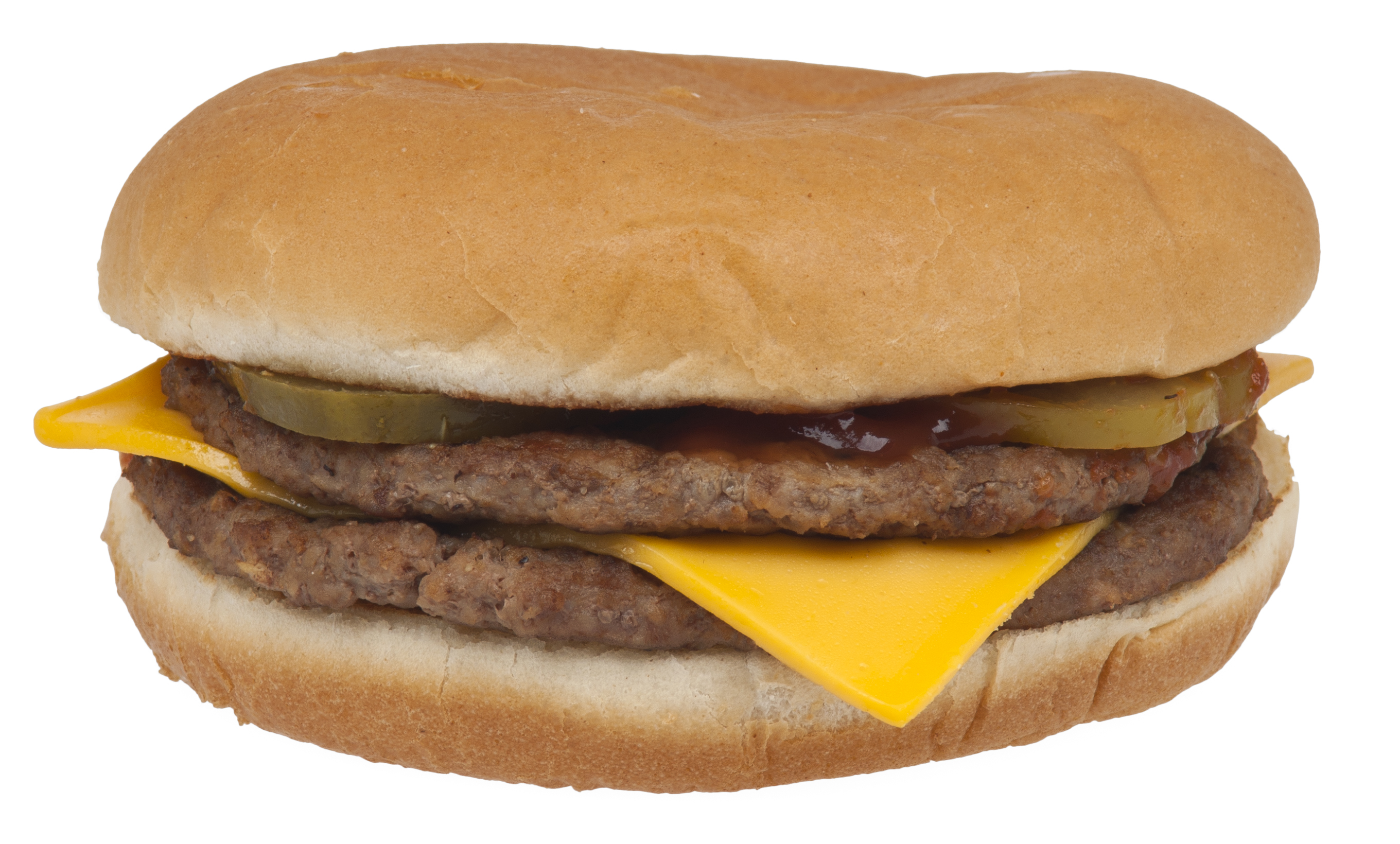
Чизбургер з Макдональдс

Одна історія стверджує, що якби чизбургери McDonald's не включали солоні огірки як інгредієнт, їх класифікували б як кондитерський виріб. Це пов’язано з переконанням, що вміст цукру в булочці високий, але додавання маринованого огірка зберігає загальний відсоток цукру нижче порогу, коли їжа класифікується як кондитерський виріб. У McDonald's заявили, що ця історія – міська легенда.

### Коров'ячі очі
Одне з переконань полягає в тому, що McDonald's використовує коров'ячі очі у своїх продуктах, що дозволяє їм брендувати їх як «100% яловичина». Проте Міністерство сільського господарства США (USDA) зобов'язує відповідним чином маркувати всі яловичі субпродукти, включаючи коров’ячі очні яблука. McDonald's стверджує, що його продукти містять «100% чисту яловичину, перевірену USDA; без добавок, без наповнювачів». Крім того, коров’ячі очні яблука насправді дорожчі, ніж частки корови, які частіше вживаються в їжу, через попит наукових установ на експерименти.
Пов'язане твердження полягає в тому, що McDonald's купує м’ясо у компанії під назвою «100% яловичина», завдяки чому McDonald’s може називати яловичі субпродукти та соєві продукти «100% яловичиною». В офіційній відповіді це назвали міфом.

### Дощові черв'яки
Ця чутка, що датується принаймні 1978 роком, стверджує, що ресторани McDonald's використовують дощових черв'яків у своїх гамбургерах. Спочатку була пов'язана з гамбургерами Wendy's.

### Людське м'ясо
З 2014 року поширюється твердження, що McDonald's використовує людське м'ясо у своїх гамбургерах. Заява походить із сатиричного блогу.

### Свинячий жир
Подейкують, що McDonald's використовує свинячий жир у молочних коктейлях, морозиві та смаженій картоплі. McDonald's надає повні списки інгредієнтів для всіх своїх продуктів на кожному зі своїх регіональних вебсайтів: включаючи неідентифіковані жири в морозиві, які використовуються для приготування ріжків і морозива. Твердження про те, що молочні продукти McDonald's містять свинячий жир, компанія кілька разів спростовувала.

### Рожевий слиз
Приблизно у 2014 році фотографія «рожевого слизу» (pink slime or pink goop) була широко розповсюджена, стверджували, що це те, з чого зроблені Chicken McNuggets. Це призвело до того, що канадський McDonald's випустив відео у відповідь, яке демонструє, як насправді готують курячі макнагетси.

## Расизм
У 2011 році були чутки, що на зображенні вивіска McDonald's сповіщає про доплату в розмірі 1,50 доларів для афроамериканських клієнтів. Було доведено, що це фейк.

## Наркотики
З 2015 року вебсайти з фейковими новинами стверджували, що ресторани McDonald's у Колорадо перетворюють дитячі ігрові майданчики на «лаунжі для споживання канабісу». Історія була розпочата на сайті фейкових новин Now 8 News.

## Змова про Біг Мак
Ходять чутки, що «іконка гамбургер» — це Біг Мак, який McDonald's розмістив в інтернеті, щоб рекламувати його на багатьох сайтах. Дизайнер іконки меню Норм Кокс не підтвердив цю заяву.